# Tomás Urbina

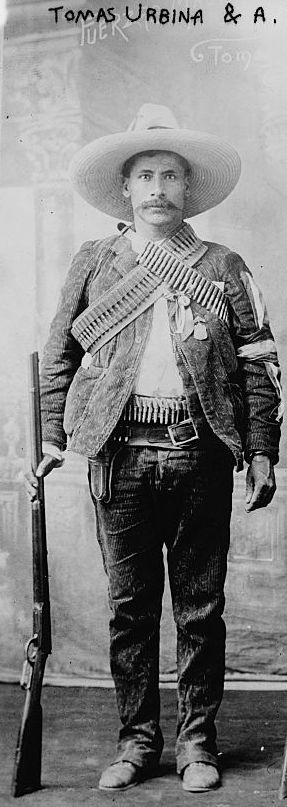
Tomás Urbina

Tomás Urbina Reyes (Las Nieves, augustus 1877 - Gómez Palacio, 18 oktober 1915) was een Mexicaans militair.
Urbina vergezelde Pancho Villa vanaf het eerste begin van de Mexicaanse Revolutie, en hielp Villa bij de meeste van diens bekendste overwinningen, waaronder de slag bij Torreón en de inname van Zacatecas.
Urbina kwam om het leven bij een uit de hand gelopen gevecht met Rodolfo Fierro. Hoewel de precieze aanleiding niet zeker is (zo wordt er wel gesuggereerd dat Urbina van plan was over te lopen) is het waarschijnlijker dat Fierro, die wel vaker personen zonder aanwijsbare reden vermoordde, hem onder de invloed van alcohol doodschoot.